# USS Quincy (CA-39)
El USS Quincy (CA-39) de la Armada de los Estados Unidos fue un crucero pesado de la clase New Orleans. Fue puesto en gradas en 1933, botado en 1935 y comisionado en 1936. Su nombre refiere a la ciudad de Quincy, Massachusetts.
Participó del frente del Pacífico durante la II Guerra Mundial siendo hundido el 9 de agosto de 1942 durante la batalla de la isla de Savo. Ganó una estrella de batalla.

## Construcción
Fue construido por Bethlehem Steel (Quincy, Massachusetts); fue puesto en gradas el 15 de noviembre de 1933, botado el 19 de junio de 1935 y comisionado el 9 de junio de 1936.

## Historia de servicio

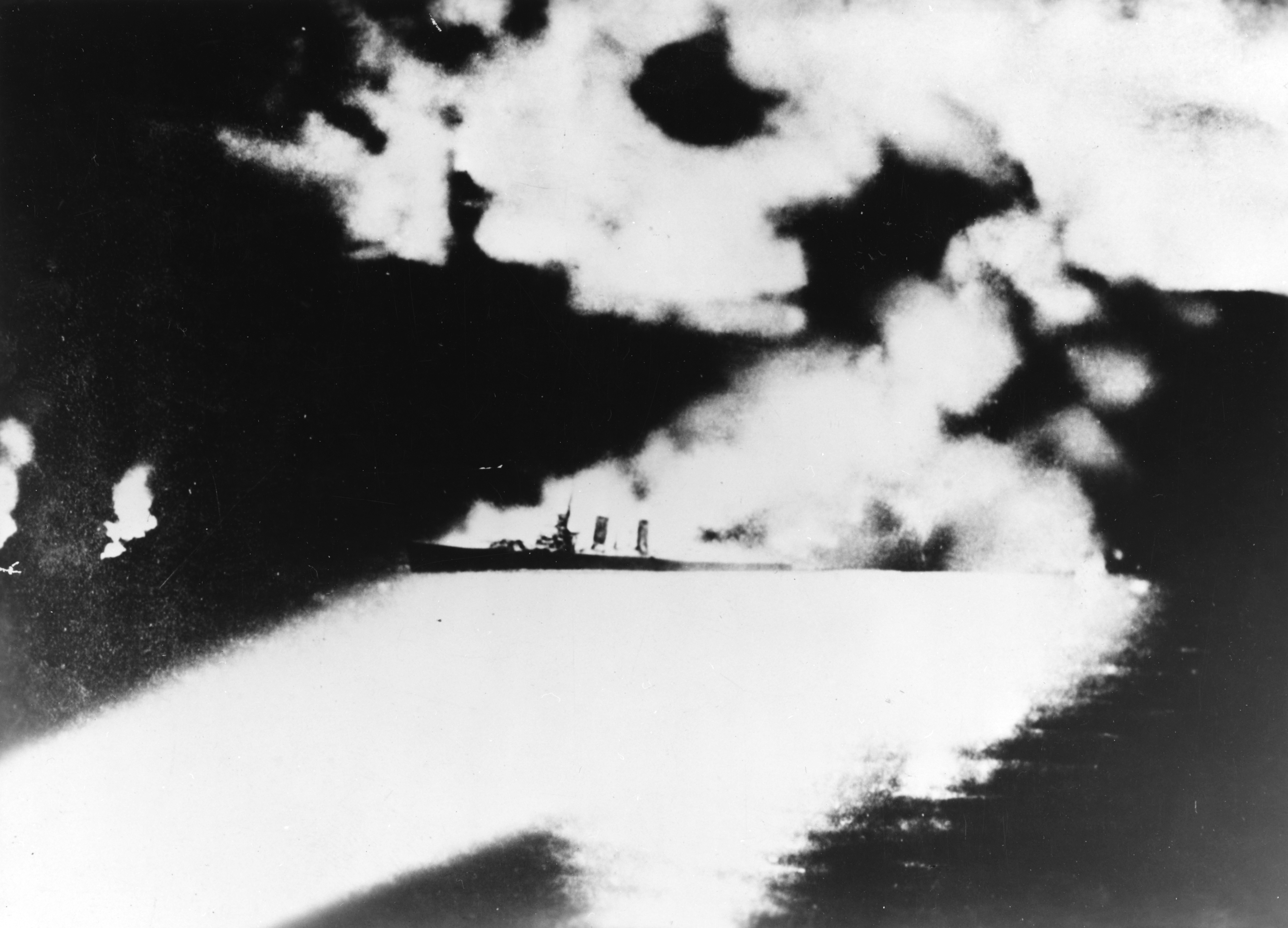
El USS Quincy (CA-39) en llamas

El crucero Quincy fue insignia de la TF 18 del contraalmirante Norman Scott. Realizó bombardeo de apoyo durante el desembarco de los Marines en Guadalcanal (7 de agosto de 1942).
El 9 de agosto formaba junto a los cruceros Astoria y Vincennes cuando inició la batalla de la isla de Savo. El fuerte cañoneo enemigo golpearon fatalmente al Quincy. El crucero se hundió. Ganó una estrella de batalla.